# Stephan Petrovich Krascheninnikov
Stephan (ou Stepan) Petrovich Krascheninnikov (Moscou, 1711 — 1755) foi um naturalista russo.